# Acheron jezik
Acheron jezik (garme; ISO 639-3: acz), jedan od četiri tocho jezika, šire kordofanske skupine, koji se govori na sjeveru Sudana u provinciji Kordofan, južno dio planina Nuba. Nije poznat točan broj govornika, a oni se uz svoj vlastiti služe i sudanskim arapskim.
Postoje dva dijalekta, zapadni i istočni

## Vanjske poveznice
- Ethnologue (14th)
- Ethnologue (15th)